# Ivo Ulich
Ivo Ulich (Opočno, 1974. szeptember 5. –) cseh válogatott labdarúgó.
A cseh válogatott tagjaként részt vett az 1997-es konföderációs kupán.

## Statisztika
| Cseh válogatott | Cseh válogatott | Cseh válogatott |
| Időszak         | Mérk.           | gól             |
| --------------- | --------------- | --------------- |
| 1997            | 3               | 0               |
| 1998            | 2               | 0               |
| 1999            | 1               | 0               |
| 2000            | 2               | 1               |
| Összesen        | 8               | 1               |